# 媒体事件

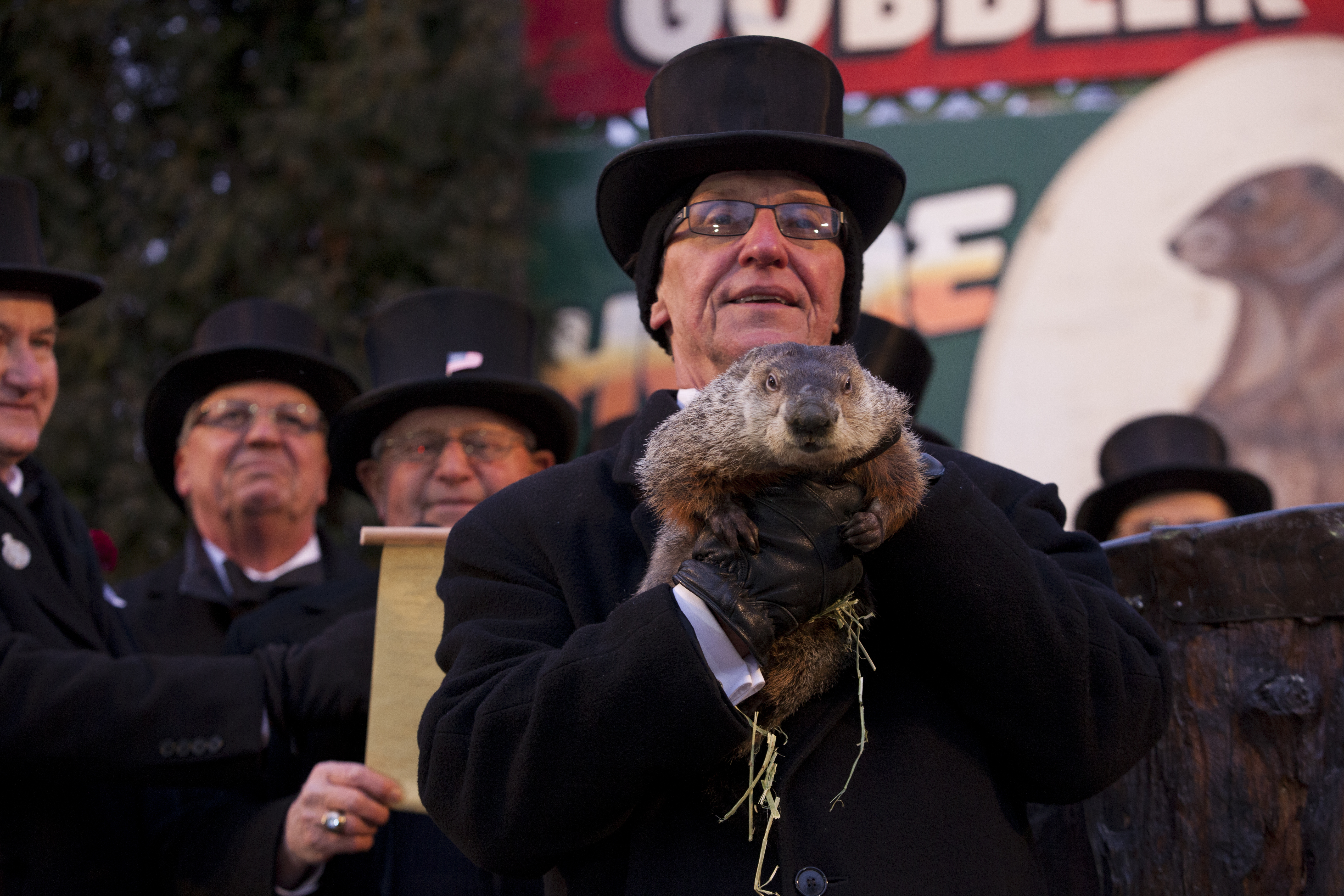
土拨鼠日當天的儀式

媒体事件，又称为伪事件，是指媒体為宣传而策劃、或經媒體報道而形成的事件、活動。
伪事件一词由理论家和历史学家丹尼尔·布尔斯廷在他1961年出版的《形象：美国伪事件指南》一书中率先提及。他認為媒体事件与自发的事件不同，是一种事先计划好的事件。该概念和后现代主义中所说的超真实密切相关，但布尔斯廷提出这一概念的年代比后现代主义的兴起以及尚·布希亞提出“超真实”概念更早。媒体事件的发生是一种事件管理，可认为其原真性比自发的事件更低。
媒体事件已成为媒体研究的一个理论术语，最初由Elihu Katz和Daniel Dayan在1992年出版的《媒介事件：历史的现场直播》（Media Events: The Live Broadcasting of History）一书中提出。其中，媒体事件是现场直播、聚集群众的、具有叙事进程的仪式性活动，例如皇室婚礼或葬礼。媒体活动的决定性特征是即时性（即现场直播）、由非媒体实体组织、包含仪式和戏剧价值、预先计划并关注个性，无论是个人或还是团体的个性。2009年的一本书《Media Events in a Global Age》更新了这一概念。媒体事件理论也被应用于社交媒体，例如对有关瑞典选举的推文的分析，或对美国总统拜登就职典礼期间的伯尼·桑德斯手套迷因的分析。
媒体事件大多圍繞新闻公告、紀念日、新闻发布会或演讲、示威等展開。媒體事件或偽事件的報導並不支付廣告費用，其目的是透過公共关系來吸引其他媒体和公众的关注。理论家麦克卢汉指出，伪事件是与现实脱节的事件，只是为了满足对流行文化持续兴奋和兴趣的需要。这些事件是“计划、种植或煽动的（Merrin，2002）”，只是为了日后一次次地重现。
为了区分伪事件和自发事件，布尔斯廷在他的《隐藏的历史》一书中阐述了伪事件的特征：戏剧性的、可重复的、成本高昂的、理智策划的、社交性的。它还会引发其他伪事件，人们必须知道这一点才能说是“知情”。

## 歷史案例
隨着大眾媒體影響力增大，媒體事件也逐漸進入大眾視野。1869年猶他州海角峰會上打下了鐵路的最後一枚金色道釘，被視為美國最早的媒體事件之一。愛德華·伯內斯在1929年發起的「自由火炬」運動是成功影響公眾輿論的早期媒體事件的一個例子。類似地，赫鲁晓夫1959年訪美影響深遠，被認為是媒體事件被政治利用的第一個案例。
19 世紀中葉，隨着莫爾斯电报以及出現當日出版發行的報紙的問世，媒體事件已變得切實可操作。互聯網使許多媒體報道能夠現場發佈，包括媒體事件、Twitter 實時報道以及電視媒體事件的即時分析。音樂藝術家王子在超级碗新聞發佈會上假裝回答問題，卻突然開始唱歌時，他的表演本身就成了媒體事件中的元媒體事件。
尚·布希亞在他的文章《波灣戰爭不曾發生》中，基於後現代視角認為，作為首次被電視直播的戰爭，海湾战争並不是一場真正的戰爭，而是美軍連同CNN等媒體策劃的一場媒體事件。

## 另見
- 企业周年庆（英语：Corporate anniversary）
- 媒體馬戲團
- 免费媒体（英语：Earned media）
- 議題設定
- 声誉管理（英语：Reputation management）
- 超真实
- 大眾媒體
- 后真相
- 宣传
- 媒介即訊息